# Efraim Gur
Pour les articles homonymes, voir Gur.
Efraim Gur (hébreu : אפרים גור, né le 1er septembre 1955)  est un ancien homme politique israélien, représentant à la Knesset entre 1988 et 1996, vice-ministre des Communications et vice-ministre des Transports au début des années 1990.

## Biographie
Né Efraim Gorlishvili (géorgien : ეფრემ გორელიშვილი) à Kulashi en République socialiste soviétique de Géorgie en 1955, Efraim Gur fait son alya vers Israël en 1972, et travaille comme agent d'assurance. Il rejoint le Parti travailliste, et devient secrétaire de sa section à Ashdod. Il est aussi maire adjoint de sa ville et président du Conseil sioniste d'Ashdod.
Lors des élections législatives israéliennes de 1988, il est élu représentant à la Knesset de l'Alignement (dont la composante majeure est le Parti travailliste). Cependant, après l'incident du « Sale tour » en 1990, il quitte le parti pour fonder l'Unité pour la Paix et l'Immigration, et rejoint le gouvernement dirigé par le Likoud d'Yitzhak Shamir comme Vice-ministre des Communications le 2 juillet, avant de devenir vice-ministre des Transports le 20 novembre.
Peu avant les élections législatives de 1992, Efraim Gur fusionne son parti au sein du Likoud et est réélu. Le 7 mars 1996, il quitte le Likoud et siège jusqu'à la fin de la session de la Knesset comme indépendant. Il recrée son parti sous le nom d'Unité pour la Défense des Nouveaux Immigrants afin de participer aux élections législatives de mai. Cependant, le parti ne parvient pas à franchir le seuil électoral de 1 % et il perd son siège.
Il est également président de l'Union des Immigrants de l'ancienne Union soviétique.